# 메인 스트리트 (2010년 영화)
《메인 스트리트》(영어: Main Street)는 2010년 공개된 미국의 드라마 영화이다. 존 도일 감독이 연출하고, 올랜도 블룸, 콜린 퍼스, 앤드루 매카시, 엘런 버스틴 등이 출연하였다. 이 영화는 어느 쇠퇴해가는 마을에 한 외지인이 찾아오면서 그곳에 사는 사람들에게 벌어지는 변화와 갈등을 섬세하게 그려낸다.

## 줄거리
미국 남부 노스캐롤라이나주 더럼시를 배경으로 이야기가 전개된다. 한때 번성했던 작은 마을에 외지인인 거스 리로이가 등장한다. 그는 마을을 되살릴 계획을 가지고 왔지만 그 계획은 논란의 여지가 있다. 폐쇄적인 공동체의 다양한 주민들은 저마다 새로운 변화를 맞이하게 된다. 한때 부유했던 담배 재벌 상속녀, 시장, 지역 경찰관 등 다채로운 인물들이 등장하며, 이들은 각자의 방식으로 삶과 관계를 재정립하고 마을의 진정한 의미를 찾으려 노력한다.

## 출연
- 콜린 퍼스 - 거스 리로이 역
- 엘런 버스틴 - 조지애나 카 역
- 퍼트리샤 클라크슨 - 윌라 젱킨스 역
- 올랜도 블룸 - 해리스 파커 역
- 앰버 탬블린 - 메리 손더스 역
- 마고 마틴데일 - 머틀 파커 역
- 앤드루 매카시 - 하워드 머서 역
- 빅토리아 클라크 - 미리엄 역
- 아이제이아 휘틀록 주니어 - 시장 역
- 톰 워팻 - 프랭크 역
- 빅토르 에르난데스 - 에스태키오 역
- 토머스 업처치 - 윌리엄스 주 경찰관 역
- 리드 돌턴 - 크로즈비 게이지 역
- 에이미 다루스 - 리타 역